# Сидорук Володимир Федорович
Володи́мир Фе́дорович Сидору́к (3 січня 1925, Ржищів — 16 грудня 1997, Ірпінь) — український живописець; член Київської організації Спілки радянських художників України з 1957 року. Заслужений художник УРСР з 1985 року.

## Життєпис
Народився 3 січня 1925 року в містечку Ржищеві (нині місто в Обухівському районі Київської області, Україна). Протягом 1939—1941 років навчався у Київській художній школі, був учнем Івана. Хворостецького, Юрія Киянченка.
Під час німецько-радянської війни проходив службу художником при Станіславському пересильному пункті обласного військкомату. Після війни оселився у Станіславі, де працював завідувачем декоративної майстерні та постановником Станіславського музично-драматичного театру імені Івана Франка.
1950 року відгукнувся на пропозицію вступити до Київського кооперативного товариства художників і оселився у місті Ірпені Київської області в будинку на вулиці Східній, № 34. Помер в Ірпені 16 грудня 1997 року.

## Творчість
Працюючи у Станіславському театрі оформив вистави «Украдене щастя» Івана Франка, «Тарас Бульба» за Миколою Гоголем, «Назар Стодоля» Тараса Шевченка. Під час творчих поїздок на Гуцульщину створив портрети «Гуцулка Ксенія», «Довбуш», «Портрет Федьковича», «Вертають з полонини». Протягом 1948—1950 років написав низку картин для Літературно-меморіального музею Черемшини у Снятині: «Марко Черемшина серед студентів Відня», «Панорама села Кабаки» та «Садиба Марка Черемшини». У подальшому працював переважно у галузі станкового живопису, писав пейзажі, картини на історичну тематику. Серед пейзажів:
- «Косів» (1954);
- «Озеро восени» (1954);
- «Верховина» (1956);
- «Зорані межі» (1957);
- «Рання весна» (1957);
- «Скеля Довбуша» (1961);
- «Берези» (1965);
- «Травень на Володимирській гірці» (1967);
- «Рахівська зима» (1969);
- «Голосіївські дуби» (1977);
- «Господарі Верховини» (1981).

Автор серій пейзажів Карпат і Прикарпаття (1960—1981), Вірменії (1970—1975), Криму (1980—1982), Канади (1994—1995).
На історичну тематику створив полотна:
- «Богдан Хмельницький перед боєм під Жовтими Водами» (1969);
- «Богдан Хмельницький зустрічає московських послів хлібом і сіллю» (1976);
- «Хмельницький, Кривоніс, Гонта в боях під Львовом» (1977);
- «Богдан Хмельницький в боях за Кам'янець-Подільський» (1979).

Виконав понад 30 творів на шевченківську тематику. Перше звернення до біографії Шевченка — картина 1940 року «Хата баби Вівді. Ржищів». На ній зображено частину ділянки землі, яку поет мав намір купити у поміщика Дмитра Андрійовича Трощинського під будівництво хати; вітряк, згадуваний у листі Варфоломія Шевченка до поета (березень 1860); тополі, стару грушу та хату з перекошеною повіткою. У подальшомуу створив серію пейзажів, пов'язаних із місцями перебування Шевченка: «Земля Тараса» (1965), «Почаївська лавра. Сонячний день», «Почаївська лавра. Перед грозою» (обидва — 1970), а також картини:
- «Реве та стогне Дніпр широкий» (1959);
- «Прощання з Україною» (1960, 1991);
- «Малий Тарас у дяка в науці» (1963);
- «біля пам'ятника Тарасові Шевченкові в Шевченківському парку взимку» (1965);
- «Прощання з Дніпром і Каневом востаннє» (1969);
- «Прощай, земляче» (1970-ті; за мотивами сепії Шевченка «Кара шпіцрутенами»);
- «На березі Аральського моря» (1971);
- «Тарас Шевченко над Дніпром у Каневі» (1971);

У 1972 році виконав олійними фарбами в стилі мозаїки ілюстрації до поеми «Катерина».
Брав участь у республіканських виставках з 1954 року. У 1995 році на виставці в «Українському домі» було представлено 375 робіт художника.
Полотна художника зберігаються в багатьох державних музеях України, приватних колекціях в Україні та за кордоном, зокрема у Національному музеї народного мистецтва Гуцульщини та Покуття імені Йосафата Кобринського у Коломиї зберігається 5 його творів.